# Petra Netter
Petra Netter (* 1. April 1937 in Hamburg, geb. Munkelt) ist eine deutsche Psychologin, Medizinerin und emeritierte Professorin für Differentielle Psychologie und Persönlichkeitsforschung. Sie wurde im Jahr 2022 von der Deutschen Gesellschaft für Psychologie als Pionierin der biopsychologischen Persönlichkeitsforschung für ihr wissenschaftliches Lebenswerk ausgezeichnet.

## Leben
Netter wurde 1937 in Hamburg geboren. Nach ihrem Abitur im Jahr 1955 studierte sie von 1955 bis 1960 Psychologie an der Universität Hamburg und an der Leopold-Franzens-Universität Innsbruck und erhielt ihr Diplom im Jahr 1960. Sie promovierte 1963 zum Thema „Alkohol, Meprobamat und psychische Labilität“. Zudem studierte sie im Zeitraum von 1959 bis 1966 Humanmedizin an der Universität Hamburg. Im Jahr 1968 absolvierte sie ihr medizinisches Staatsexamen und approbierte zwei Jahre später zur Ärztin mit dem Thema „Konstitutionspsychologie und Geschlecht“. Im Jahr 1975 habilitierte sie in Mainz zum Thema „Vegetative Beschwerden in der Schwangerschaft“.
Im Zeitraum von 1960 bis 1975 war sie Forschungsassistentin an der Universität Hamburg und an der Johannes Gutenberg-Universität Mainz. Netter war von 1975 bis 1977 Professorin für Differentielle und Angewandte Physiologische Psychologie an der Heinrich-Heine-Universität Düsseldorf. Von 1977 bis 1979 war sie Professorin und Abteilungsleiterin für die Medizinische Psychologie an der Johannes Gutenberg-Universität Mainz.
Von 1979 bis 2002 war sie Professorin für Differentielle Psychologie und Persönlichkeitsforschung an der Justus-Liebig-Universität Gießen.
Obwohl Netter bereits seit 2002 offiziell im Ruhestand ist, ist sie weiterhin wissenschaftlich aktiv und besucht die biopsychologischen Tagungen „Psychologie und Gehirn“.
Netter ist verwitwet. Ihr Ehemann Karl Joachim Netter verstarb im Jahr 2022. Sie hat keine Kinder.

## Forschungsschwerpunkte
Netter hat sich in ihrer Forschung auf die biopsychologischen Grundlagen der Persönlichkeit konzentriert. Insbesondere liegen ihre Schwerpunkte in der Psychoendokrinologie, Psychopharmakologie, Neurotransmitter und Persönlichkeit, Schmerz, Depression, Sucht (Nikotin), Impulsivität und Aggression.
Ihr gelang es mithilfe ihres psychologischen und medizinischen Hintergrundes endokrinologische, psychophysiologische und genetische Marker mit experimentellen Versuchsanordnungen zu untersuchen und setzte mit ihrer Forschung einen neuen und maßgeblichen Beitrag für die Entschlüsselung interindividueller Unterschiede menschlichen Verhaltens.
Sie beschäftigte sich mit den Placeboeffekten und der Suggestibilität bei der Medikamentenwirkung und zeigte, dass die Art der Anwendung, die Persönlichkeit des Therapeuten und die Intensität der Stresssituation die Wirkung von Placebos positiv oder negativ verstärken können.
Weiterhin klassifiziert sie das Placebo als Sonderfall der Suggestion und zeigt dabei die spezifisch suggestiven Elemente am Placeboeffekt auf.

## Ehrungen und Auszeichnungen
- 2022: Ehrung der Deutschen Gesellschaft für Psychologie (DGPs) für ihr wissenschaftliches Lebenswerk
- 2015: Ehrenmitglied der Gesellschaft für Angstforschung (GAF)
- 2012: Ehrenmitglied der Deutschen Gesellschaft für Psychologie (DGPs)
- 2007: Ehrenmitglied der Arbeitsgemeinschaft für Neuropsychopharmakologie und Pharmakopsychiatrie(AGNP)
- 2001: Ehrenmitglied der Deutschen Gesellschaft für Psychophysiologie und ihre Anwendungen (DGPA)

## Mitgliedschaften
- Mitglied der Ethikkommission der DGPs
- International Society for the Study of Individual Differences (ISSID)
- Collegium Internationale Neuropsychopharmacologicum (CINP)
- European Association for Personality Psychology (EAPP)
- International Society for Research on Impulsivity (ISRI)
- Deutsche Gesellschaft für Psychophysiologie und ihre Anwendungen (DGPA)
- Arbeitsgemeinschaft für Neuropsychopharmakologie und Pharmakopsychiatrie (AGNP)
- Deutsche Gesellschaft für Biologische Psychiatrie (DGBP)
- European Behavioural Pharmacology Socienty (EBPS)
- DGP, Fachgruppe für Biologische Psychologie und Neuropsychologie

## Ehrenamtliche Tätigkeiten
Netter und ihr verstorbener Ehemann, Karl Joachim Netter, haben 2014 einen Stiftungsfond innerhalb der Von-Behring-Röntgen-Stiftung zur Unterstützung von wissenschaftlichen Projekten, zur Förderung von internationalen wissenschaftlichen Projekten und zur Stipendienvergabe gegründet. Der Netter-Stiftungsfond wurde im Jahr 2022 auf Wunsch des Ehepaars in eine Zustiftung überführt. Seitdem vergibt die Von Behring-Röntgen-Stiftung das nach dem Ehepaar Netter benannte Netter-Stipendium an Abiturientinnen und Abiturienten in Würdigung ihres langjährigen Engagements für die Medizin in Gießen und Marburg. Netter betont bei der Annahme der ihr und ihrem Ehemann verliehenen Von Behring-Röntgen-Ehrenplakette, dass ihr der Einsatz und das Fördern junger Menschen eine Herzensangelegenheit gewesen ist und sie besondere Freude am Betreuen von Doktoranden der Psychologie und der Medizin hatte.
Außerdem setzt sie sich im Vorstand der von ihr ins Leben gerufenen Gustav-Lienert-Stiftung für die Nachwuchsförderung in biopsychologischer Methodik ein, welche Stipendien für Forschungsaufenthalte im Ausland an junge Forschende verteilt.

## Sonstiges
Netter bekennt sich als nicht gläubig. In ihrem Buch Gott, Religion und Kirche diskutiert sie gemeinsam mit Co-Autor Hans-Harald Sedlacek, Katholik und Kritiker der katholischen Kirche, die Einstellungen zum Glauben und der Religion. Dabei interpretiert sie die Verhaltensweisen und Entscheidungen der kirchlichen Amtsträger sowie der Gläubigen aus psychologischer Perspektive. Als Begründung für ihren fehlenden Glauben führt sie das Bedürfnis nach Logik an.
Außerdem gehörte Netter zu den 100 Erstunterzeichnern bei einem Aufruf durch den Verein der Deutschen Sprache gegen eine gendergerechte Sprache, welcher sich gegen die Einführung des Binnenstrichs oder des Gendersternchens äußert. Zudem ist sie einer der Direktorinnen des Institutes für Psychobiologie und Verhaltensmedizin an, welches zur Justus-Liebig-Universität gehört.

## Veröffentlichungen (Auswahl)
- Biopsychologische Grundlagen der Persönlichkeit, 2005, Spektrum Akademischer Verlag, ISBN 978-3-82740488-6
- Psychologie des Gesundheitsverhaltens, 2004, Hogrefe Verlag, ISBN 978-3-80170615-9
- Suggestion and Suggestibility: Theory and Research, 2012, Springer, ISBN 978-3-54019496-5
- Kreativität in der medizinischen Forschung, 2017, ISBN 978-3-11047826-6
- Temperament, hormones, and transmitters. In R. Riemann, F.M. Spinath, F. Ostendorf (eds.), Personality and temperament: Genetics, evaluation, and structure (S. 80–104), 2017, Lengerich: Pabst Science Publishers
- Personality and hormones in R.M. Stelmack (ed) On the psychobiology of personality., 2004, New York: Elsevier
- Psychological aspects of catecholamine response patterns to pain and mental stress in essential hypertensives and controls, 1987, Journal of Clinical Hypertension, 3, 727–742
- Discriminating Depression, Physical and Social Anhedonia by Neurotransmitter Related Challenge Tests, 2016, doi:10.4236/psych.2016.73030
- Addictive and nonaddictive smoking as related to responsivity to neurotransmitter systems, 2002, Behavioral Pharmacology, 13, 441–449, doi: 10.1097/0000887720020900000017

## Belege
1. 1 2 3 4 5  DGP ehrt wissenschaftliches Lebenswerk von Petra Netter. Abgerufen am 6. Dezember 2024.
2. 1 2  Lebenslauf Petra Netter. Abgerufen am 6. Dezember 2024.
3. ↑  Netter-Stiftungsfond feiert einjähriges Bestehen. Abgerufen am 6. Dezember 2024.
4. ↑  Petra Netter erhält Ehrung der DGPs. Abgerufen am 6. Dezember 2024.
5. ↑  Nachruf zu Karl Joachim Netter. Abgerufen am 8. Dezember 2024.
6. ↑  Petra Netter über die Hintergründe zur Errichtung der Stiftung. Abgerufen am 8. Dezember 2024.
7. ↑  Forschungsschwerpunkt von Petra Netter. Abgerufen am 7. Dezember 2024.
8. ↑  Würdigung für wissenschaftliches Werk. Abgerufen am 7. Dezember 2024.
9. ↑  Netter, 1977: Placebo-Effekt. Abgerufen am 7. Dezember 2024.
10. ↑  Netter, 2011: Placebo als Sonderfall der Suggestion. Abgerufen am 7. Dezember 2024.
11. ↑  Netter-Stiftungsfond. Abgerufen am 7. Dezember 2024.
12. ↑  Stipendien der Von-Behring-Röntgen-Stiftung. Abgerufen am 6. Dezember 2024.
13. 1 2  Preisgekrönte Marburger und Gießener Medizinforschung. Abgerufen am 6. Dezember 2024.
14. ↑  Gott, Religion und Kirche: Quergedanken zwischen Glauben und Unglauben. Abgerufen am 8. Dezember 2024.
15. ↑  Petra Netter im Biographisch-Bibliographischen Kirchenlexikon. Abgerufen am 8. Dezember 2024.
16. ↑  Gendern oder Nicht-Gendern. Abgerufen am 9. Dezember 2024.
17. ↑  Aufruf des Vereins der Deutschen Sprache zur Rettung der deutschen Sprache. Abgerufen am 9. Dezember 2024.
18. ↑  Leitung und Mitglieder des Institutes für Psychobiologie und Verhaltensmedizin. Abgerufen am 9. Dezember 2024.

| Personendaten    | Personendaten                                     |
| ---------------- | ------------------------------------------------- |
| NAME             | Netter, Petra                                     |
| KURZBESCHREIBUNG | deutsche Psychologin, Medizinerin und Professorin |
| GEBURTSDATUM     | 1. April 1937                                     |
| GEBURTSORT       | Hamburg                                           |